# Véhicule de courtoisie
Un véhicule de courtoisie est une voiture qu’un garagiste ou un assureur peut proposer à son client lorsque l’automobile de celui-ci n’est pas en état de circuler. 

## Description
Au cours de leur durée de vie, malgré l'entretien régulier de leur propriétaire, les véhicules sont rarement exempts de problèmes tels que les pannes, les immobilisations, les accidents et autres. En cas de souci ne permettant pas l’utilisation de sa propre voiture, une personne peut recourir au véhicule de courtoisie, le plus souvent prêté par le garagiste. C’est une solution de secours dont le principe se base sur l’emprunt d’une automobile chez son garagiste, chez son assureur ou chez un concessionnaire. Cette voiture de secours est utilisable pendant le temps de réparation et de remise en état de marche du véhicule immobilisé. Si le véhicule de remplacement proposé ne convient pas au client, celui-ci peut aller voir un concessionnaire pour avoir plus de choix. Il a totalement le droit d’emprunter une voiture. Cet emprunt est totalement gratuit, quel que soit le niveau de garantie du véhicule indisponible.
Cependant, en cas d’incidents avec le véhicule de courtoisie, les coûts des réparations sont à la charge de l’emprunteur, notamment si la voiture ne dispose que d’une assurance au tiers, ce qui est généralement le cas. Le véhicule de prêt est assuré par le garagiste et non par l'assurance et s’accompagne de franchises très coûteuses en cas de vol, vandalisme ou accident. De manière générale, il convient que le client prévienne sa compagnie d’assurance s'il opte pour ce véhicule. Si le garagiste possède une assurance couvrant les véhicules de courtoisie, il n’y a aucuns frais à payer. C’est exactement le même cas si l’assureur de l’emprunteur couvre les véhicules de prêts.
Quand un automobiliste laisse sa voiture au garage et repart aussitôt au volant d'un véhicule de courtoisie, il doit pour autant prendre le moins de risques possible en demandant une copie du contrat d’assurance du véhicule prêté, en vérifiant le niveau d’essence dans le réservoir ainsi que l’état général de la voiture, puis signer un document notifiant le prêt de la voiture.
Enfin, il ne faut pas confondre le véhicule de courtoisie, qui est généralement prêté gratuitement, et le véhicule de remplacement, qui peut être facturé par le garage ou une société de location. La durée du prêt d’un véhicule de courtoisie dépend de la raison de l’immobilisation de la voiture de la personne concernée. Des conditions sont appliquées par les compagnies d’assurances concernant la durée du prêt. Le délai donné par l’assureur est à respecter parce qu’il ne peut accorder que ce qui est prévu.
- En cas de pannes, le délai est de 7 jours.
- Pour les accidents, la durée est de 14 jours.
- Concernant le vol de la voiture, l’emprunteur dispose de 40 jours pour utiliser le véhicule de courtoisie.
- En dehors de ces délais, la personne doit payer la location de la voiture de courtoisie[1].

## En cas de sinistre avec un véhicule de courtoisie
Le véhicule de courtoisie est généralement assuré au tiers. L’assurance prend en charge les dommages causés à la personne impliquée dans l'accident si le client en est responsable. Les dégâts constatés sur le véhicule de courtoisie ne sont donc pas pris en charge à moins qu’il s’agisse d’une assurance tous risques, ce qui est plus rare. Le montant des réparations du véhicule de courtoisie sont à la charge du client emprunteur, sauf si son assurance couvre les véhicules de location.